# Animatronic
Animatronic — третий студийный альбом норвежской индастриал-метал группы The Kovenant, записанный на студии Woodhouse Studios и выпущенный лейблом Nuclear Blast в 1999 году.

## Об альбоме
Реакция на Animatronic оказалась сдержанно-положительной. Стив Хьюи, критик сайта Allmusic.com, поставил альбому три с половиной балла из пяти. По его мнению, на этом диске наметилось сближение The Kovenant с музыкальным мейнстримом 1990-х годов: несмотря на то, что влияние норвежского блэк-метала ещё явственно ощущается в композициях, в них появились и элементы, характерные для коммерческой метал-музыки — женский бэк-вокал в духе поздних Cradle of Filth, клавишные партии, напоминающие о готик-метале, эпатажный имидж а-ля Мэрилин Мэнсон. Тем не менее, Хьюи заметил, что в целом группа сохраняет своеобразие в звучании.
Томас Клаузен из Sonic Seducer также указал на то, что группа отошла от своих блэк-метал корней — композиции со сложными структурами сменились песнями, основанными на обрывках семплов и синтезаторных партиях. Рецензент сравнил музыку коллектива с творчеством Мэрилина Мэнсона и Rammstein, однако подчеркнул, что The Kovenant всё же узнаваемы и «имеют собственное будущее».

## Список композиций
1. Mirror’s Paradise — 5:01
2. New World Order — 4:30
3. Mannequin — 5:00
4. Sindrom — 5:30
5. Jihad — 5:58
6. The Human Abstract — 4:55
7. Prophecies of Fire — 4:38
8. In the Name of the Future — 4:56
9. Spaceman (Babylon Zoo cover) — 5:22
10. The Birth of Tragedy — 5:16